# TROL
Das Akronym TROL (oder TR-OL) bezeichnet die in Deutschland verbindlich geltende Technische Regel zur Planung, Dimensionierung und Erstellung von Warmluftöfen, Kachelöfen und Putzöfen, Zentralen Warmluftschwerkraftheizungen, Feuerstätten über zwei Geschosse, Flächenheizungen, Hypokausten, Grundöfen, offenen Kaminen, Heizkaminen, Herden und Backöfen. Alle in Deutschland handwerklich errichteten Feuerstätten müssen dieser Technischen Regel entsprechen. 
Im Bereich des Grundofenbaus lässt die Regel dem Ofensetzer große Freiheit beim Gestalten, aber seit der BImSch Stufe 2, die am 1. Januar 2015 in Kraft trat, dürfen nur mit Prüfsiegel versehene Feuerstätten eingebaut werden. 
Die TROL ging 2006 aus den Fachregeln des Ofen- und Luftheizungsbauer-Handwerks (OL) von 1996 hervor, die wiederum letztlich aus den Reichsgrundsätzen des Ofenbaus hervorgingen und wird vom Zentralverband Sanitär Heizung Klima (ZVSHK) in St. Augustin herausgegeben.

## Weblink
- Diskussion der Fachregeln im KL-Magazin